# Kumbarahalli, Mysore
Kumbarahalli là một làng thuộc tehsil Mysore, huyện Mysore, bang Karnataka, Ấn Độ.